# Viorel Baltag
Viorel Petru Baltag (n. 22 martie 1948, Pucioasa) este actor român de film, radio, teatru, televiziune și voce. A jucat dramă, comedie, tragedie.

## Teatru
- personajul Iona din Iona de Marin Sorescu, regia Dumitru Lazăr Fulga
- personajul Regele Berenger din Regele moare de Eugen Ionescu, regia Gheorghe Balint
- personajul Nae Girimea din D'ale carnavalului de Ion Luca Caragiale, regia Mircea Cornișteanu
- personajul Tartuffe din Tartuffe de Moliere
- personajul Castris din Patima roșie de Mihail Sorbul

## Filmografie
- Nu filmăm să ne-amuzăm (1975)
- Mînia (1978)
- Vis de ianuarie (1979)